# 테츠코의 방
《테츠코의 방》(徹子の部屋 테츠코노헤야[*])은 일본의 여배우 쿠로야나기 테츠코가 일본의 민영 텔레비전 방송국 TV 아사히에서 1976년부터 진행을 맡고 있는 토크 프로그램이다.

## 프로그램 개요
- 매일 1명의 게스트를 부른 뒤 미리 준비해 둔 게스트에 대한 자료를 토대로 토크를 진행하며 매년 8월 중순에는 태평양전쟁에 관한 주제로 토크를 하기도 한다.
- 이 프로그램을 시작하기 전 진행자인 쿠로야나기 테츠코는 스텝 교체 불허와 편집 금지를 조건으로 이 프로그램의 진행을 맡았다고 하며, 편집을 금지한 이유는 게스트의 본모습을 그대로 드러내고 싶다는 이유로 금지했다고 한다.[1]
- 기본적으로 게스트의 활동에 초점을 두고 토크를 진행하며 단골 게스트인 경우 쿠로야나기 자신이 그 게스트와 한 약속을 따르기도 한다.[2]
- 1978년부터 그 해 마지막 방송의 게스트는 언제나 타모리로 정해져 있다.

## 프로그램 특징
- 초기에는 토크 뒤에 퀴즈 코너를 방송했지만 프로그램의 취지와 맞지 않아 1977년 4월 1일 사명 변경 특집 스페셜 방송분부터 코너를 중단시켰다.[3]
- 1997년 방송시간 이동으로 인한 시청률 침체 때문에 프로그램이 중단 될 위기에 처했으나 쿠로야나기 본인이 프로그램을 계속하겠다고 의사를 밝혀 프로그램 중단은 없던 일이 되었다.
- 쿠로야나기가 도쿄 방송의 음악 프로그램 더 베스트 텐을 진행했을 때는 베스트 텐에 나온 가수들이 게스트로 자주 나오곤 했다.
- 쿠로야나기 자신이 유니세프 등 국제 자선사업에 참가하는 일이 많아 이 분야에서 일하는 사람들이 게스트로 나오는 경우가 많다.